# غوشنية
الغوشنية (الاسم العلمي: Morchellaceae) هي فصيلة من الفطريات تتبع رتبة الفنجانيات من طائفة الفنجاناويات.

## أجناس
- الغوشنة
- الفيربا